# Volksbaukonferenz
Die 1. Leipziger Volksbaukonferenz fand am 6. und 7. Januar 1990 in einer der Agra-Hallen im äußersten Süden Leipzigs (an der Grenze zu Markkleeberg) statt. Rund 1000 Baufachleute und Bürger forderten eine neue Baupolitik. Dabei erreichten sie einen Abriss-Stopp für Altbauten in Leipzig und verhinderten den Bau weiterer Plattenbauten im Stadtzentrum.

## Zeitgeschichtlicher Hintergrund

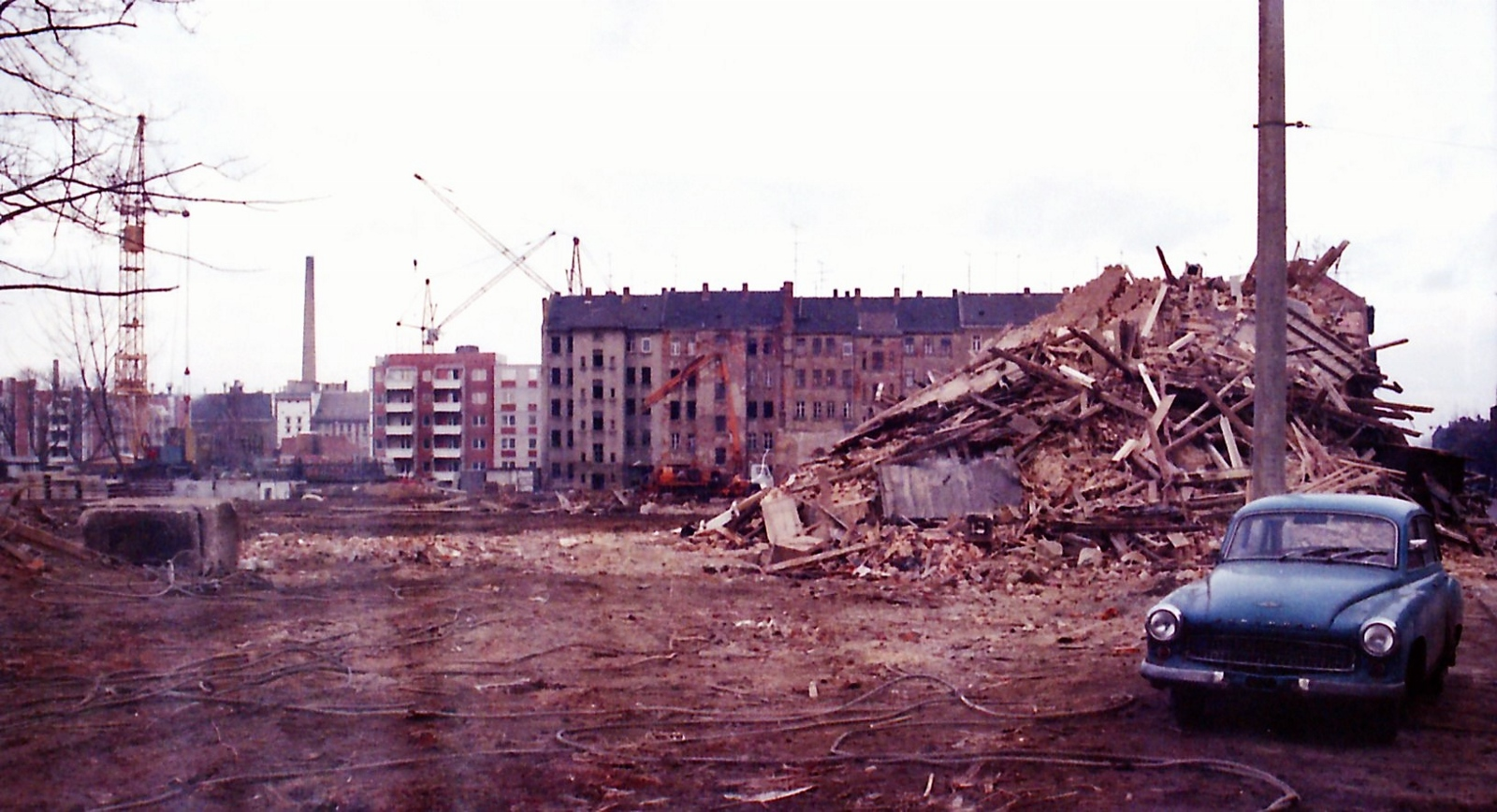
Leipzig Januar 1990

Der Zerfall der baulichen Substanz der Stadt war in Leipzig einer von vielen Gründen für die Unzufriedenheit und eine der Triebkräfte für die Friedliche Revolution. Das ganze Ausmaß wurde in dem TV-Dokumentarfilm Ist Leipzig noch zu retten?, der im November 1989 im DDR-Fernsehen gezeigt wurde, noch einmal offensichtlich. Vor diesem Hintergrund trafen die Initiatoren der Volksbaukonferenz, darunter Wolfgang Hocquél, einen Nerv der Zeit.

## Die Volksbaukonferenz
Die Geschäftsordnung der Konferenz war einfach: Wer sich meldete, durfte sprechen, aber höchstens fünf Minuten.
Zu den Rednern gehörten:
- Peter Heldt, Vorsitzender des Kulturbundes in Leipzig
- Thomas Topfstedt, Kunsthistoriker an der Universität Leipzig
- Bernd Rüdiger, der sich so vorstellte: „Ich bin Direktor der größten Bibliotheksruine der Welt“.[1]
- Angela Wandelt, Architektin aus Leipzig, wandte sich „gegen die Gewalt und Monotonie des industriellen Neubaus“
- Dietmar Fischer, städtischer Chefarchitekt
- Karl-Heinz Klein, stellvertretender Bezirksbaudirektor
- Gerhard Baumgärtel, Bauminister in der Regierung Modrow in Berlin
- Winfried Sziegoleit, Architekt, der einer oppositionellen Initiative Leipziger Architekten angehörte

Fast alle Redner forderten eine radikale Abkehr von der verfehlten Baupolitik der vorangegangenen zweieinhalb Jahrzehnte. Obwohl die Volksbaukonferenz eine nichtstaatliche Initiative war, wurden auch staatliche Vertreter eingeladen, deren Redebeiträge aber zumeist Empörung hervorriefen. 
Die Volksbaukonferenz erstellte eine Zustandsanalyse und erarbeitete ein Sofortprogramm für die Stadt, welche dem ostdeutschen Ministerrat vorgelegt werden sollten. Das Spektrum der Forderungen reichte von einem sofortigen Abriss-Stopp und der Stilllegung der Tagebaue über Reformen der Baupreise, des Steuerrechts und der Einführung kostendeckender Mieten bis zur Instandsetzung von Kirchenbauten.

## Würdigung und Nachwirkungen

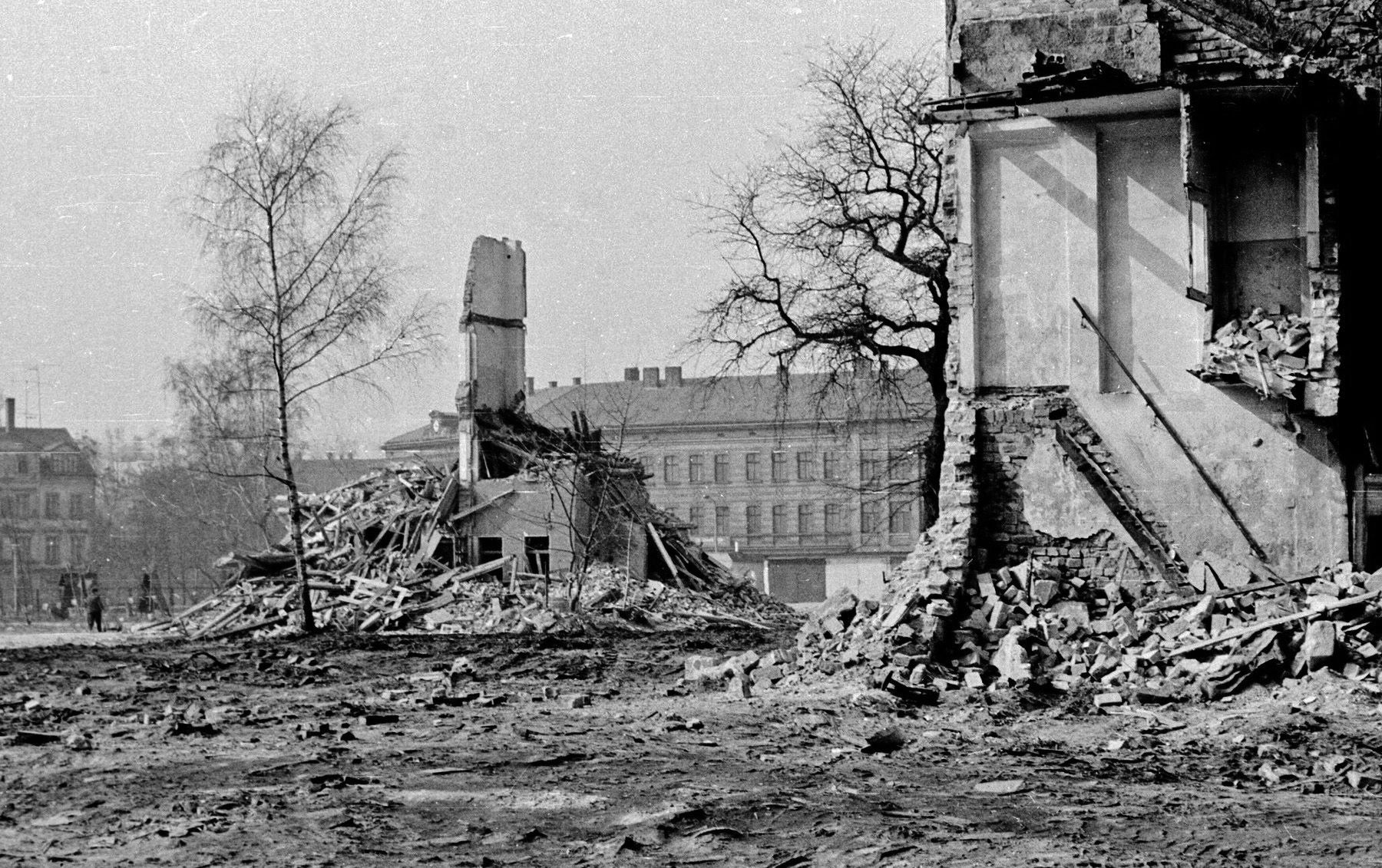
Abriss am Rabet um 1980

Laut Leipziger Volkszeitung war die Konferenz ein Aufschrei „der konstruktiven Veränderung und der radikalen Abkehr von einer verfehlten Baupolitik, die in Leipzig zu einer Entwicklung geführt habe, die geprägt sei vom Verfall seiner historischen Bausubstanz, durch häßliche Neubauten und eine veraltete Infrastruktur. Es gehe um die Rettung einer in 825-jähriger Geschichte gewachsenen Kulturlandschaft.“
Die Volksbaukonferenz fand in der Zeit des Machtvakuums zwischen der Entmachtung der alten Organe und Gremien und der Einrichtung neuer statt. Parallel nahmen Runde Tische ihre Arbeit auf. Am Runden Tisch der Stadt Leipzig, der bis zu den ersten freien Kommunalwahlen im Mai 1990 die Politik der Stadt bestimmte, war die Initiative Volksbaukonferenz vertreten und konnte wichtige Entscheidungen der Baupolitik mit beeinflussen. Nach der Wahl der neuen Stadtverordnetenversammlung am 6. Mai 1990 wurden Ausschüsse gebildet. Wolfgang Hocquél saß in der ersten Wahlperiode dem Bauausschuss vor.
Es folgten keine weiteren Volksbaukonferenzen, wie der Namenszusatz „1.“ nahegelegt hatte. Sicherlich war der Namenszusatz auch im Sinne einer ersten wirklichen Volksbaukonferenz gemeint, als Kontradiktion dazu, wie in der DDR der Begriff Volk verwendet wurde (siehe auch: Wir sind das Volk).
Der Publizist Wolfgang Kil würdigte 1995 die Konferenzergebnisse wie folgt: „Heutige Pragmatiker und Realisten werden die dort von Architekten formulierten Vorschläge für einen Umbau der Planungshierarchien, der industriellen Produktionsbasis und der Auftraggeberschaft als naiv belächeln. (…) Und doch möchte ich darauf beharren: Architektur in Sachsen nach der ‚Wende‘ begann mit einem letzten Griff nach der Utopie.“
Mit der Volksbaukonferenz begann der Prozess der Revitalisierung der Stadt.